# Coalición Republicana Judía
La Coalición Republicana Judía (en inglés: Republican Jewish Coalition, RJC), fundada en 1985, es un grupo de presión político de los Estados Unidos y una entidad sin ánimo de lucro bajo el artículo 501(c), que promueven los republicanos judíos estadounidenses. La RJC es una de las voces más importantes en todo lo referente al conservadurismo en Estados Unidos y a los asuntos políticos que son importantes para la comunidad judía estadounidense. La organización tiene más de 47 capítulos repartidos por todo el país.

## Objetivos de la organización
La declaración oficial de intenciones de la RJC es fomentar y promover los lazos entre la comunidad judía americana y los republicanos encargados de tomar decisiones en Washington D. C.. Según su sitio web, la RJC trabaja para sensibilizar a los líderes republicanos, en la oposición y en el gobierno, así como al Partido Republicano de los Estados Unidos, sobre las preocupaciones  y los asuntos de la comunidad judía estadounidense. 
La RJC trabaja para articular y promover las políticas e ideas de los republicanos en el seno de la comunidad judía.  La RJC pretende ser la voz fuerte, respetuosa, y efectiva, de los republicanos judíos, y afirma poder influir en las actividades, las políticas, y las ideas en la capital, Washington D. C., y en todo el país.
Los objetivos de la plataforma política del grupo incluyen: la guerra contra el terrorismo, la seguridad nacional, las relaciones bilaterales entre los Estados Unidos de América e Israel, el proceso de paz en Oriente Medio, la Autoridad Nacional Palestina, la situación en Siria y en Irán, la política migratoria, la política energética, la educación, la oración en las escuelas, la acción afirmativa, el acta de libertad religiosa en el puesto de trabajo, la adopción, el crimen, los impuestos, la reforma del estado del bienestar, las iniciativas basadas en la fe, la sanidad, la reforma médica, la reforma de la seguridad social, y la reforma del gobierno.
La RJC ha celebrado diversas actividades con éxito y algunos eventos tales como la celebración del foro de los candidatos presidenciales, viajes al Estado de Israel para los miembros del Congreso de los Estados Unidos, gobernadores, y otros líderes políticos, y mantener una presencia en la Convención Nacional Republicana. En 2005, el entonces Presidente de los Estados Unidos George W. Bush atendió al XX aniversario de la RJC.

## Elecciones presidenciales
Durante la campaña electoral de las elecciones presidenciales de 2008, la RJC publicó una serie de anuncios en los diarios judíos de los EE. UU., la mayor parte de los mismos eran críticos con el entonces presidente Barack Obama, y lo comparaban con el expresidente de Irán Mahmud Ahmadinejad, el reverendo Jeremías Wright y el periodista Pat Buchanan. El sitio web Salon.com afirmó que la RJC había realizado llamadas telefónicas para efectuar un sondeo a los votantes potenciales de los estados de Pensilvania y Florida que, según diversos informes, hicieron preguntas negativas sobre Obama. En el recuento electoral en California en 2003, un 31% por ciento de los judíos votaron al candidato republicano Arnold Schwarzenegger. En 2016, el republicano Donald Trump obtuvo el 24% por ciento del voto judío. En algunas elecciones locales y estatales, los republicanos han tenido el apoyo de la comunidad judía.

## Administración Obama
En las elecciones presidenciales de 2012 en los Estados Unidos, el propietario de varios casinos, y contribuyente político Sheldon Adelson, apoyó a la RJC en una campaña para ganar el voto judío en varios estados clave. La RJC ha sido muy crítica con las políticas de la administración Obama. El grupo ha cuestionado la relación del expresidente Obama con el político estadounidense Zbigniew Brzezinski, la exembajadora de los Estados Unidos en las Naciones Unidas, Samantha Power, y el diplomático Chas Freeman. 
La RJC también ha criticado a la ex primera dama, exsenadora, y excandidata a la presidencia de los EE. UU., Hillary Rodham Clinton, por hacer unos comentarios relacionados con la política de los Estados Unidos hacia el Estado de Israel. Dichos comentarios recibieron una amplia atención por parte del grupo, y fueron respondidos por varias asociaciones, entre ellas cabe señalar al Comité Nacional Demócrata.